# José Antonio Monago Terraza
José Antonio Monago Terraza (Quintana de la Serena, 10 januari 1966) is een Spaans politicus van de conservatieve partij Partido Popular (PP). Van  4 juli 2011 tot 1 juli 2015 was hij president van de regio Extremadura. 

## Loopbaan
Monago is geboren in januari 1966 in Quintana de la Serena in de provincie Badajoz in Extremadura, als zoon van een agent van de Guardia Civil. Hij ging bij de brandweer in 1987. 

### Politieke carrière
De politieke carrière van Monago begon in 1985 als lid van de Partido Democrático Popular die later deel uit zou gaan maken van de PP. In 1991 werd hij gemeenteraadslid in Badajoz. In die stad zou hij later ook wethouder worden. Tussen 2000 en 2004 was hij secretaris-generaal van de PP in Extremadura en in 2003 werd hij verkozen in het regionale parlement (de Asamblea de Extremadura). Van 2008 tot 2011 had hij tevens zitting in de senaat in Madrid.
Sinds november 2008 is hij regionaal voorzitter van de PP, als opvolger van Carlos Floriano. Bij zijn inhuldiging verklaarde hij zo snel mogelijk president te willen worden van de regio die tot dan toe altijd onder bestuur van de socialistische partij PSOE had gestaan. Hier slaagde hij in na de regionale verkiezingen in 2011 en met steun van de linkse partij Izquierda Unida. Door deze samenwerking nam hij regelmatig een ander standpunt in dat de partijtop in Madrid onder leiding van Mariano Rajoy, met name in sociale vraagstukken. Het leverde hem de bijnaam Barón rojo, de 'rode baron' op.
Monago kwam in 2014 in opspraak toen bleek dat hij in 2009 en 2010 meerdere reizen naar de Canarische Eilanden, waar hij een minnares ontmoette, had gedeclareerd bij de senaat. Deze reizen zou hij terugbetalen, maar die belofte heeft hij later teruggenomen. De echtgenoot van deze minnares vloog overigens zelf op kosten van het congres naar Tenerife om zijn vrouw te zien, en moest daarvoor zijn zetel in het congres afstaan.

## Privéleven
Monago is gescheiden en heeft twee zoons. 